# الغزو الإيطالي لفرنسا
الغزو الإيطالي لفرنسا (بالفرنسية: Bataille des Alpes؛ معركة الآلب)‏
```
(
بالإيطالية
: 
Battaglia delle Alpi Occidentali؛ معركة جبال الآلب الغربية
)‏
 أول مشاركة إيطالية كبرى في 
الحرب العالمية الثانية
 وآخر اشتباك رئيسي في معركة فرنسا.
```

أدى دخول إيطاليا في الحرب إلى توسع نطاقها توسعًا كبيرًا في إفريقيا والبحر الأبيض المتوسط. سعى الزعيم الإيطالي، بينيتو موسوليني، إلى القضاء على الهيمنة الأنجلو-فرنسية في البحر الأبيض المتوسط، واسترداد الأراضي التي عادت ملكيتها تاريخيًا لإيطاليا (الوحدوية الإيطالية)، وتوسيع النفوذ الإيطالي على البلقان وفي إفريقيا. حاولت فرنسا وبريطانيا خلال ثلاثينيات القرن الماضي إثناء موسوليني عن التحالف مع ألمانيا، لكن النجاحات الألمانية السريعة بين عامي 1938 و1940 جعلت التدخل الإيطالي على الجانب الألماني أمرًا لا مفر منه بحلول مايو 1940.
أعلنت إيطاليا الحرب على فرنسا وبريطانيا مساء 10 يونيو، وبدأت الغارات بعد منتصف الليل بقليل. تبادل الجانبان الغارات الجوية في اليوم الأول من الحرب، ولم يحدث شيء يُذكر على جبهة جبال الألب، إذ تمتعت فرنسا وإيطاليا باستراتيجيات دفاعية. حدثت بعض المناوشات بين الدوريات وتبادلت الحصون الفرنسية على خط الألب إطلاق النار مع نظرائها من الإيطاليين على جدار الألب. في 17 يونيو، أعلنت فرنسا أنها سوف تسعى إلى هدنة مع ألمانيا. في 21 يونيو، كانت الهدنة الفرنسية الألمانية على وشك أن تُوقَّع حين شن الإيطاليون هجومًا عامًا على طول جبهة جبال الألب، وجاء الهجوم الرئيسي على القطاع الشمالي في حين حدث تقدم ثانوي على طول الساحل. توغل الإيطاليون داخل الأراضي الفرنسية لعدة كيلومترات بوجود مقاومة قوية لكنهم توقفوا قبل أن يحققوا أهدافهم الأساسية، وكانت مدينة مينتون الساحلية، الواقعة مباشرة على الحدود الإيطالية، إنجازهم الأكثر أهمية.
في مساء 24 يونيو، وُقّعت هدنة في روما. دخلت حيز التنفيذ بعد منتصف ليل 25 يونيو، تزامنًا مع الهدنة مع ألمانيا (الموقعة في 22 يونيو). سُمح لإيطاليا بالاحتفاظ بالأراضي التي استولت عليها خلال القتال القصير، وأنشئت منطقة منزوعة السلاح على الجانب الفرنسي من الحدود، وامتدت السيطرة الاقتصادية الإيطالية إلى جنوب شرق فرنسا حتى نهر الرون، وحصلت إيطاليا على حقوق وامتيازات معينة في بعض المستعمرات الفرنسية. أنشئت لجنة لمراقبة الهدنة، سميت لجنة الهدنة الإيطالية مع فرنسا (سي آي أيه إف)، في تورين للإشراف على الالتزام الفرنسي.
بين أغسطس 1944 ومايو 1945، واجهت الجيوش الفرنسية القوات الإيطالية مجددًا على طول حدود جبال الألب. تمكن الفرنسيون من استعادة جميع الأراضي التي فقدوها في معركة جبال الألب الثانية (أبريل- مايو 1945).

## خلفية

### الطموحات الإمبراطورية الإيطالية
خلال أواخر عشرينيات القرن الماضي، تحدث رئيس الوزراء الإيطالي بينيتو موسوليني بإلحاح متزايد حول التوسع الإمبراطوري، بحجة أن إيطاليا تحتاج إلى منفذ «للفائض السكاني» وبالتالي من مصلحة البلدان الأخرى أن تساعد في هذا التوسع. تمحور الطموح المباشر للنظام حول «الهيمنة السياسية في منطقة البحر الأبيض المتوسط والدانوب والبلقان»، وتخيل موسوليني غزوًا أعظم طامحًا إلى «إمبراطورية تمتد من مضيق جبل طارق إلى مضيق هرمز». بنيت طموحات الهيمنة على البلقان والبحر الأبيض المتوسط على أنقاض الهيمنة الرومانية القديمة في نفس المناطق. وُضعت أيضًا مخططات للوصاية على ألبانيا وضم دالماتيا، فضلًا عن السيطرة الاقتصادية والعسكرية على يوغوسلافيا واليونان. سعى النظام أيضًا إلى إقامة علاقات حماية وطيدة مع النمسا والمجر ورومانيا وبلغاريا، والتي تقع جميعها على الأطراف الخارجية لمجال نفوذها الأوروبي. على الرغم من أنها لم تندرج ضمن أهدافه المعلنة، رغب موسوليني في تحدي تفوق بريطانيا وفرنسا في البحر الأبيض المتوسط الذي كان يعتبر حيويًا من الناحية الاستراتيجية، إذ كان البحر الأبيض المتوسط قناة إيطاليا الوحيدة إلى المحيطين الأطلسي والهندي.
في عام 1935، بدأت إيطاليا الحرب الإيطالية الإثيوبية الثانية، وهي «حملة استعمارية من القرن التاسع عشر شُنت في الوقت المناسب». أثارت الحملة نقاشات مفائلة حول تكوين جيش إثيوبي قومي «للمساعدة في غزو» السودان الإنجليزي المصري. مثلت الحرب أيضًا تحولًا نحو سياسة إيطالية خارجية أكثر عدوانية، و«كشفت نقاط ضعف» البريطانيين والفرنسيين. خلق هذا الأمر بدوره الفرصة التي احتاجها موسوليني ليبدأ بتحقيق أهدافه الإمبراطورية. في عام 1936، اندلعت الحرب الأهلية الإسبانية. منذ البداية، لعبت إيطاليا دورًا مهمًا في الصراع. كانت مساهمتها العسكرية كبيرة جدًا لدرجة أنها لعبت دورًا حاسمًا في انتصار القوات القومية بقيادة فرانثيسكو فرانكو. انخرط موسوليني في «حرب خارجية شاملة» طمعًا في التبعية الإسبانية المستقبلية للإمبراطورية الإيطالية، وكوسيلة لوضع البلاد في حالة حرب وخلق «ثقافة المحارب». شهدت أعقاب الحرب في إثيوبيا مصالحة في العلاقات الألمانية الإيطالية بعد سنوات من العلاقات المتوترة بينهما، ما أدى إلى توقيع معاهدة المصالح المشتركة في أكتوبر 1936. أشار موسوليني إلى أن هذه المعاهدة كانت بمثابة إنشاء محور برلين-روما الذي سوف يشكل مركز أوروبا. نتجت المعاهدة عن زيادة الاعتماد على الفحم الألماني بعد عقوبات عصبة الأمم، وتشابه سياسات البلدين بشأن الصراع في إسبانيا، والتعاطف الألماني تجاه إيطاليا عقب رد الفعل الأوروبي العنيف على الحرب الإثيوبية. شهدت تداعيات المعاهدة زيادة العلاقات بين إيطاليا وألمانيا، ووقع موسوليني تحت سيطرة أدولف هتلر و «لم يخرج منها أبدًا».
في أكتوبر 1938، في أعقاب اتفاقية ميونيخ، طالبت إيطاليا بتنازلات من فرنسا. شملت التنازلات ميناءً حرًا في جيبوتي، والسيطرة على سكة حديد أديس أبابا- جيبوتي، والمشاركة الإيطالية في إدارة شركة قناة السويس، وشكل من أشكال الملكية الفرنسية الإيطالية على تونس الفرنسية، والحفاظ على الثقافة الإيطالية في كورسيكا دون استيعاب فرنسي. رفض الفرنسيون هذه المطالب، معتقدين أن النية الإيطالية الحقيقية كانت الاستحواذ على أراضي نيس وكورسيكا وتونس وجيبوتي. في 30 نوفمبر 1938، ألقى وزير الخارجية غالياتسو تشانو خطابًا أمام مجلس النواب يتحدث فيه عن «التطلعات الطبيعية للشعب الإيطالي» وقوبل بهتافات «نيس! كورسيكا! سافوي! تونس! جيبوتي! مالطا!». في وقت لاحق من ذلك اليوم، خاطب موسوليني مجلس الفاشية الكبير «حول موضوع ما سمّاه بالأهداف المباشرة لـ(الديناميكية الفاشية)». شملت هذه الأهداف ألبانيا وتونس وكورسيكا التي كانت جزءًا لا يتجزأ من فرنسا وتيسينو وكانتون سويسرا وجميع «الأراضي الفرنسية الواقعة شرق نهر فار»، بما في ذلك نيس باستثناء سافوا.
ابتداءً من عام 1939، أعرب موسوليني في كثير من الأحيان عن زعمه بأن إيطاليا تحتاج منافذًا إلى محيطات العالم وممرات الشحن دون وجود منافسين لضمان سيادتها الوطنية. في 4 فبراير 1939، ألقى موسوليني كلمة أمام المجلس الأكبر في جلسة مغلقة. ألقى خطابًا مطولًا حول الشؤون الدولية وأهداف سياسته الخارجية «التي يمكن أن تقارن بإدارة هتلر الشهيرة، بحضور كاتب الجلسة العقيد هوسباخ». بدأ بالادعاء أن حرية أي بلد تتناسب مع قوة أسطولها البحري. أعقب ذلك «برثاء مألوف حول كون إيطاليا سجينة في البحر المتوسط»، وأطلق على كورسيكا وتونس ومالطا وقبرص لقب «قضبان هذا السجن»، ووصف جبل طارق والسويس بحراس السجن. لكسر السيطرة البريطانية، وجب تحييد قواعدها في قبرص وجبل طارق ومالطا ومصر (التي تسيطر على قناة السويس). في 31 مارس، صرح موسوليني أن «إيطاليا لن تصبح حقًا دولة مستقلة طالما أن كورسيكا وبنزرت ومالطا قضبان لسجنها المتوسطي وجبل طارق والسويس جدران له». اعتبرت السياسة الخارجية الفاشية أنه مواجهة ديمقراطيتي بريطانيا وفرنسا أمر لا مفر منه. عبر الغزو المسلح سوف يتصل شمال إفريقيا الإيطالي مع شرق إفريقيا الإيطالي، المفصولان عن بعضهما بالسودان الإنجليزي المصري، وسوف يُدمر سجن البحر الأبيض المتوسط. بعد ذلك، سوف تكون إيطاليا قادرة على الوصول «إلى المحيط الهندي عبر السودان والحبشة، وإلى المحيط الأطلسي عبر شمال إفريقيا الفرنسية».
في وقت مبكر من سبتمبر 1938، وضع الجيش الإيطالي خططًا لغزو ألبانيا. في 7 أبريل، نزلت القوات الإيطالية في البلاد وفي غضون ثلاثة أيام احتلت معظم البلاد. مثلت ألبانيا منطقة يمكن لإيطاليا أن تستخدمها «مساحةً سكانية» لتخفيف الانفجار السكاني لديها بالإضافة إلى كونها موطئ القدم اللازم لبدء صراعات توسعية أخرى في البلقان. في 22 مايو 1939، وقعت إيطاليا وألمانيا حلف الصلب الذي جمع البلدين في تحالف عسكري. مثّل الحلف بلوغ العلاقات الألمانية الإيطالية ذروتها منذ عام 1936 ولم يكن دفاعيًا بطبيعته، بل صُمم من أجل خوض «حرب مشتركة ضد فرنسا وبريطانيا»، على الرغم من أن سلم السلطة الإيطالي كان مدركًا أن مثل هذه الحرب لن تحدث لعدة سنوات. مع ذلك، وعلى الرغم من الانطباع الإيطالي، لم يشر الاتفاق إلى وجود فترة السلام هذه وشرع الألمان في خططهم لغزو بولندا.
في سبتمبر 1939، فرضت بريطانيا حصارًا انتقائيًا على إيطاليا. أُعلن أن الفحم القادم من ألمانيا، والذي شُحن من روتردام، سلعة محظورة. وعد الألمان بمواصلة إرسال الشحنات بالقطار عبر جبال الألب، وعرضت بريطانيا توفير جميع احتياجات إيطاليا مقابل الأسلحة الإيطالية. لم يستطع الإيطاليون الموافقة على الشروط الأخيرة دون تحطيم تحالفهم مع ألمانيا. في 2 فبراير 1940، وافق موسوليني على مسودة عقد مع سلاح الجو الملكي لتزويده بـ 400 طائرة كابروني؛ لكنه ألغى الصفقة في 8 فبراير. اعتقد ضابط المخابرات البريطاني، فرانسيس رود، أن موسوليني تصرف عكس سياسته بسبب الضغط الألماني في الأسبوع من 2 إلى 8 فبراير، وشاركه السفير البريطاني في روما، بيرسي لورين، هذا الرأي. في 1 مارس، أعلن البريطانيون أنهم سوف يمنعون جميع صادرات الفحم من روتردام إلى إيطاليا. كان الفحم الإيطالي إحدى أكثر القضايا التي نوقشت في الدوائر الدبلوماسية في ربيع عام 1940. في أبريل، بدأت بريطانيا في تعزيز أسطولها المتوسطي لتنفيذ الحصار. رغم التحفظات الفرنسية رفضت بريطانيا التنازلات لإيطاليا حتى لا «تخلق انطباعًا بالضعف». زودت ألمانيا إيطاليا بحوالي مليون طن من الفحم شهريًا بدءًا من ربيع عام 1940، وزادت الكمية عن طلب موسوليني في أغسطس 1939 بأن تصل ستة ملايين طن من الفحم إلى إيطاليا في أول اثني عشر شهرًا من الحرب.